# Kreuzstetten

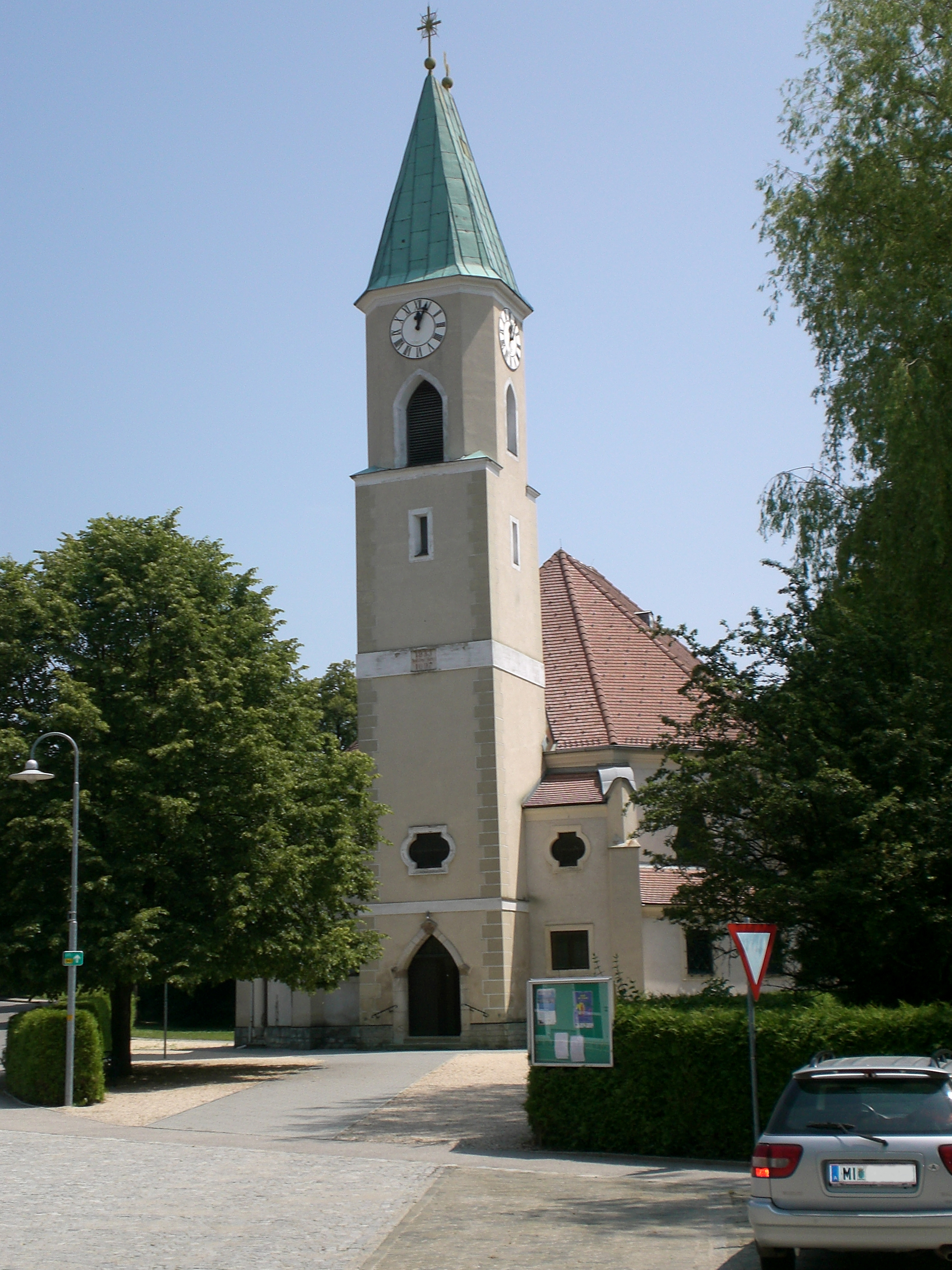
Kostel v Kreuzstettenuu

Kreuzstetten je městys v okrese Mistelbach v Dolních Rakousích. Žije zde přibližně 1 500 obyvatel.

## Geografie
Kreuzstetten leží ve Weinviertelu (vinná čtvrť) v Dolních Rakousích. Plocha městyse je 24,29 kilometrů čtverečních a 16,43 % plochy je zalesněno.

## Členění obce
Městys sestává z katastrálních území: Niederkreuzstetten, Oberkreuzstetten, Neubau-Kreuzstetten a Streifing.

## Historie
Dne 25. ledna 2007 farnost svatého Jakuba v „Niederkreuzstetten“ oslavila 800 let své existence.

### Vývoj počtu obyvatel
V roce 1971 bylo v obci 1203 obyvatel, 1981 1159, 1991 měl městys 1353, v roce 2001 1499 a ke dni 1. dubna 2009 podle úřední evidence měl městys 1525 obyvatel.

## Politika
Starostou městyse je Franz Strobl, vedoucí kanceláře je Eva Wohlmuth.
V obecním zastupitelstvu městyse je 19 křesel a po volbách v roce 2005 jsou mandáty rozděleny následovně: (ÖVP) 12 a (SPÖ) 7.

## Hospodářství a infrastruktura
Nezemědělských pracovišť bylo v roce 2001 47, zemědělských a lesnických pracovišť podle zjištění v roce 1999 bylo 51. Počet výdělečně činných v bydlišti činil v roce 2001 661, tj. 45,36 %.